# Sân vận động Nippert
Sân vận động Nippert (tiếng Anh: Nippert Stadium) là một sân vận động ngoài trời ở Cincinnati, Ohio, trong khuôn viên của Đại học Cincinnati. Chủ yếu được sử dụng cho bóng bầu dục Mỹ, đây là sân nhà của đội bóng bầu dục Cincinnati Bearcats. Sân vận động cũng đã được sử dụng làm địa điểm tổ chức bóng đá, đóng vai trò là sân nhà của FC Cincinnati của Major League Soccer từ mùa giải USL 2016 đầu tiên đến mùa giải MLS 2020. Sân vận động Nippert có sức chứa khoảng 40.000 người sau khi mở rộng và cải tạo vào năm 2014. Ở dạng thô sơ từ năm 1901, các khán đài bê tông vĩnh viễn được xây dựng dọc theo mỗi đường lề cho mùa giải 1915 và như một sân vận động hình móng ngựa hoàn chỉnh từ năm 1924, khiến sân trở thành sân vận động lâu đời thứ tư và sân vận động lâu đời thứ năm trong bóng bầu dục đại học.